# チャールズ・コーツワース・ピンクニー

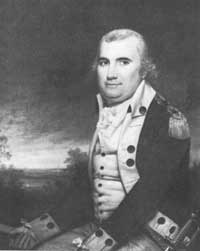
チャールズ・コーツワース・ピンクニー

チャールズ・コーツワース・ピンクニー（Charles Cotesworth Pinckney、1746年2月25日 – 1825年8月16日）は、アメリカの政治家である。連邦党の有力者として活躍した。外交官・軍人のトマス・ピンクニーは弟。また、政治家・法律家のチャールズ・ピンクニーは従弟である。

## 生涯
1746年、サウスカロライナ植民地 チャールストンにて生誕。父はサウスカロライナ州の司法長官を務めた政治家チャールズ・ピンクニー（上記のチャールズ・ピンクニーとは別人）、母はプランテーションの経営者エリーザ・ルーカス（Eliza Lucas Pinckney）。
幼少期にイギリスへ渡り、オックスフォード大学に入学。また、フランスのカーンでは陸軍士官学校で学んだ。1769年にアメリカに戻ったピンクニーは、故郷チャールストンで弁護士として身を立てた。
アメリカ独立戦争の際には、大佐として従軍した。ブランディワインの戦い、ジャーマンタウンの戦いにおける戦闘でジョージ・ワシントンの副官を務めるが、いずれも敗退。1777年にジョージア州へ遠征し、サヴァナ攻撃を行うが、1780年にチャールストンが陥落すると、イギリス軍の捕虜となる（– 1782年）。解放後の1783年、准将に昇進した。
1887年には合衆国憲法制定会議の一員に選出され、奴隷制廃止に反対すると共に、宗教審査を禁止する条項の明文化に尽力した。
1796年、ピンクニーは駐仏公使に任命されたが、フランス総裁政府はこれを拒否。外相タレーランは代理人を通じ、国交正常化交渉開始の代償として、賄賂や借款を供与するようほのめかした（XYZ事件）。このことが原因で、米仏間に宣戦布告なき海戦が行われた（擬似戦争）。
1800年に副大統領選に、また1804年・1808年には大統領選に出馬したが、いずれも果たさなかった。